# لاکهید سی-۱۳۰ هرکولس

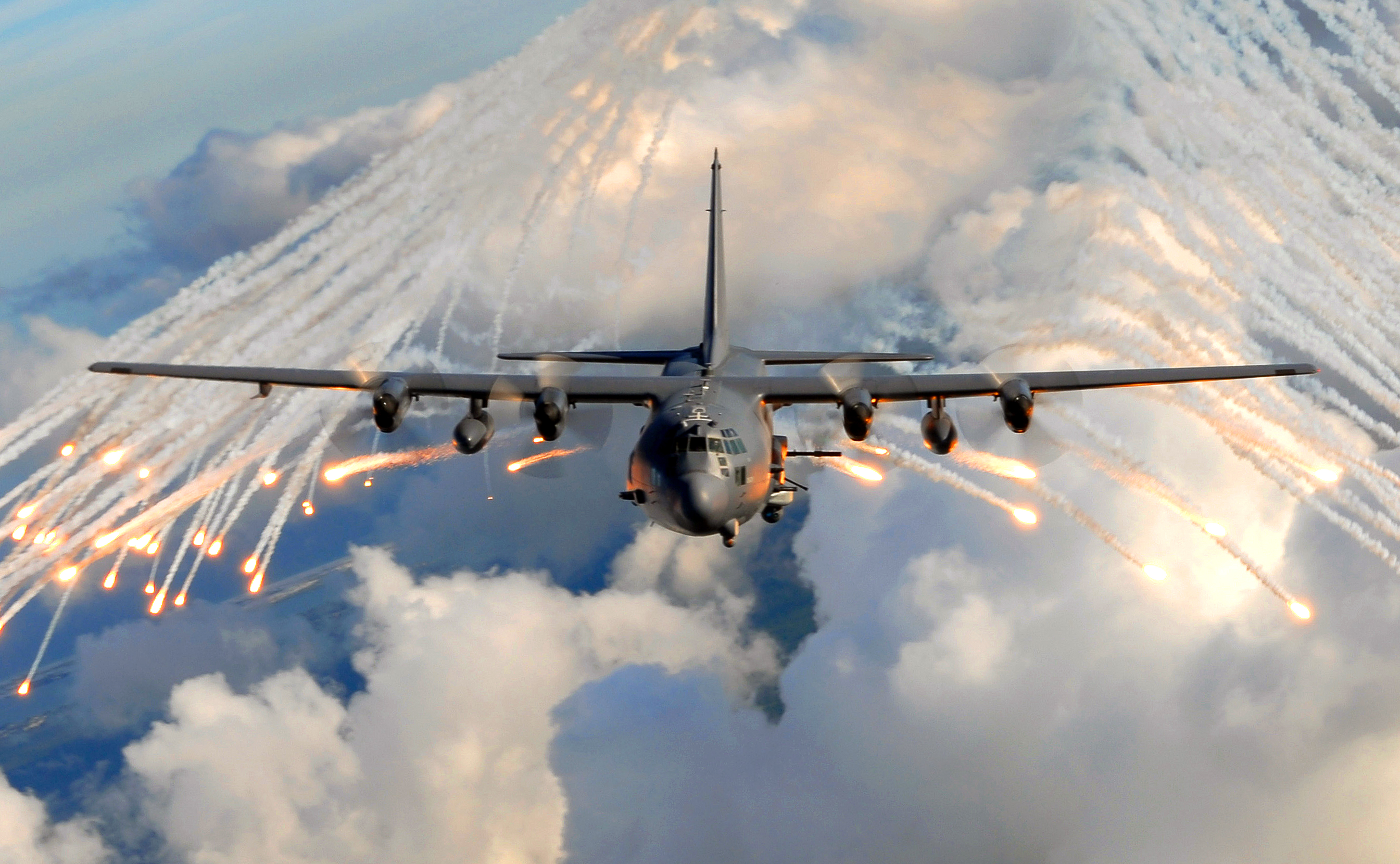
یک لاکهید ای‌سی-۱۳۰ در حال پخش شراره.

لاکهید سی-۱۳۰ هرکولس یا هِرکیولیز (به انگلیسی: Lockheed C-130 Hercules) یک هواپیمای ترابری نظامی یا لجستیک با ۴ موتور توربوپراپ است که توسط شرکت لاکهید در سال ۱۹۵۴ ساخته شد و اکنون در شرکت لاکهید مارتین ساخته می‌شود. این هواپیما قابلیت استفاده از انواع باندها برای پرواز و فرود را دارد. سی - ۱۳۰ هرکولس علاوه بر حمل و نقل نظامی، توانایی انجام انواع مأموریت‌های مختلف، از جمله حمل هوابرد، جستجو و نجات، پشتیبانی تحقیقات علمی، شناسایی آب و هوا، سوخت‌گیری هوایی، گشت دریایی و آتش‌نشانی هوایی را دارد. سی -۱۳۰ مدتهاست که هواپیمای ترابری-تاکتیکی اصلی برای بسیاری از نیروهای نظامی در سراسر جهان است و بیش از ۴۰ مدل در انواع مختلف از سی- ۱۳۰ هرکولس در بیش از ۶۰ کشور جهان خدمت می‌کنند.
حتی مدل فوق‌العاده مسلحی از این هواپیما با نام لاکهید ای‌سی-۱۳۰ اسپکتر/اسپوکی با قدرت آتش سنگین برای مأموریت‌های تهاجمی ساخته شده است.
این هواپیما در طول سال‌های خدمت خود در عملیات‌های کمک‌های نظامی پرشماری برای ارتش ایالات متحده شرکت کرده است. تا سال ۲۰۱۵ بیش از ۲۵۰۰ فروند از آن ساخته شده که طولانی‌ترین دوره تولید مستمر در میان همه هواپیماهای نظامی را به خود اختصاص داده است. در سال ۲۰۰۷ این هواپیما پنجمین هواپیمای نظامی پس از اینگلیش الکتریک کانبرا، بوئینگ بی-۵۲ استراتوفورترس، توپولف-۹۵، بوئینگ کی‌سی-۱۳۵ استراتوتانکر شد که به پنجاهمین سال فعالیت مستمر نظامی خود در کشور کاربر اصلی خود ایالات متحده آمریکا رسید.

## مشخصات
ایالات متحده آمریکا در شرایطی وارد جنگ کره شد که همهٔ هواپیماهای ترابری نظامی‌اش مثل سی-۴۶ و سی-۴۷ و سی-۱۱۹ (فلائینگ بوکس کار) و سی-۱۲۱ (کانستیلیشن) موتورهای پیستونی داشتند و طرح‌های‌شان متعلّق به جنگ جهانی دوم بود؛ بنابراین در دوم فوریه ۱۹۵۱ نیروی هوایی ایالات متحده طرح هواپیمای ترابری نظامی با مشخصات زیر را به مناقصه گذاشت:
- قدرت حمل حدود ۱۷۱۴۵ کیلوگرم بارمزد
- امکان پرواز از روی باند صحرایی
- پرواز با سرعت زیاد از ارتفاع پایین
- برد عملیاتی زیاد

شاه ایران پیش از انقلاب ۱۳۵۷ در سال ۱۳۴۶، ۶۶ فروند از این نوع هواپیما را خریداری کرده بود. گمان می‌رود امروز تنها حدود ۴۲ فروند سی-۱۳۰ در ناوگان هوایی ایران در خدمت باشند. این هواپیما دارای ۴ موتور توربو پراپ است تا در صورت از کار افتادن ۱ یا ۲ موتور، به راحتی قابل پرواز و کنترل باشد.

## کاربران

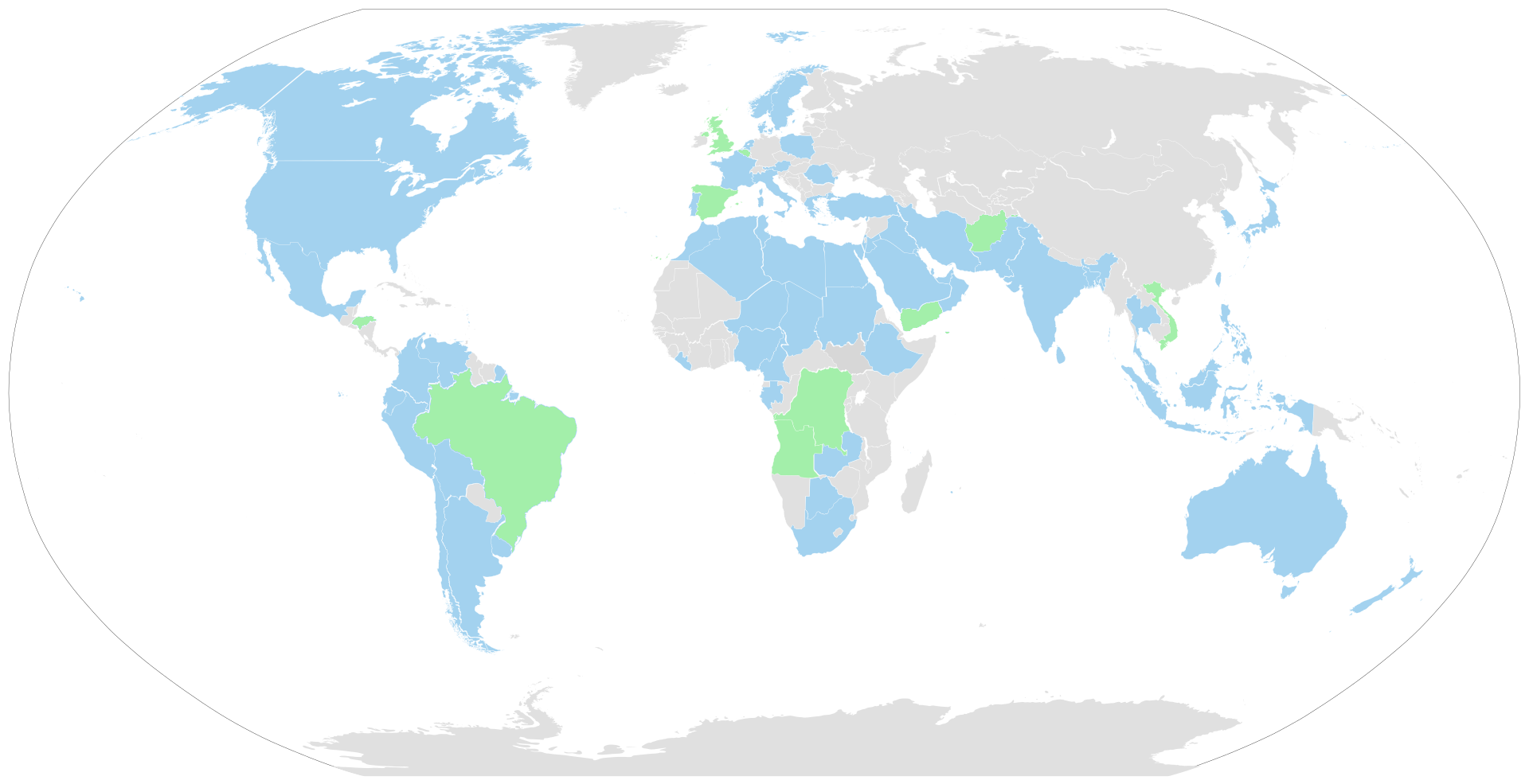
کاربران نظامی سی-۱۳۰ هرکولس
کاربران کنونی
کاربران پیشین

| - ایالات متحده آمریکا - الجزایر - آرژانتین - استرالیا - اتریش - بنگلادش - بلژیک - بوتسوانا - کامرون - کانادا - چاد - شیلی | - ایران - کلمبیا - دانمارک - اکوادور - مصر - اریتره - اتیوپی - فرانسه - گابن - یونان - مجارستان - هند - اندونزی - تایوان - نیجریه | - عراق - اسرائیل - ایتالیا - ژاپن - اردن - کویت - لیبریا - لیبی - مالزی - مکزیک - مراکش - هلند - نیوزیلند - نیجر | - نروژ - عمان - پاکستان - پرو - فیلیپین - لهستان - پرتغال - رومانی - عربستان سعودی - سنگاپور - آفریقای جنوبی - کره جنوبی - سری‌لانکا | - سوئد - تایلند - تونس - ترکیه - امارات متحده عربی - اروگوئه - ونزوئلا - زامبیا - بولیوی - سودان |

## سانحه‌های سی-۱۳۰ در ایران
۱۴ فروند آن سقوط کرده‌اند که در سوانح سقوط این هواپیما تاکنون بیش از ۵۰۰ تن جان خود را از دست داده‌اند و سرنشینان یکی از این هواپیماها فرماندهان کلیدی جنگ ایران و عراق بوده‌اند.
1. ۶ دسامبر ۲۰۰۵، ۱۲۸ کشته، هنگام بازگشت برای فرود اضطراری در فرودگاه مهرآباد با ساختمانی مسکونی برخورد کرد.
2. ۲۵ ژوئن ۲۰۰۳، ۷ کشته، به خاطر مشکلات فنی سقوط کرد.
3. ۲ فوریه ۲۰۰۰، ۱۰ کشته، هنگام بلند شدن از فرودگاه مهرآباد از مسیر خود منحرف شده و به یک ایرباس ۳۰۰ هواپیمایی هما برخورد کرد.
4. ۱۳ مارس ۱۹۹۷، ۸۶ کشته، به خاطر نقص موتور نزدیکی مشهد سقوط کرد.
5. ۱۷ مارس ۱۹۹۴، ۳۲ کشته، بر فراز ارمنستان سرنگون شد.

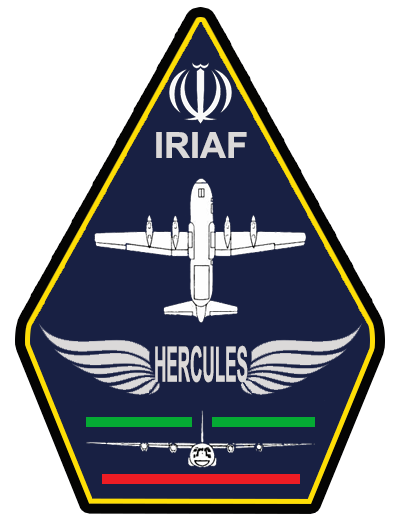
آرم بازوی خلبان هواپیمای لاکهید سی-۱۳۰ هرکولس نیروی هوایی ارتش جمهوری اسلامی ایران

6. ۲ نوامبر ۱۹۸۶، ۹۸ کشته
7. ۲۹ سپتامبر ۱۹۸۱، ۸۰ کشته
8. ۱۹ ژوئن ۱۹۷۹، ۵ کشته
9. ۱۹ سپتامبر ۱۹۷۸، ۹ کشته
10. ۲۱ دسامبر ۱۹۷۶، ۹ کشته
11. ۴ ژوئیه ۱۹۷۴، تلفات نامشخص
12. ۲۸ فوریه ۱۹۷۴، ۱۰ کشته
13. ۷ آوریل ۱۹۶۹، تلفات نامشخص
14. آرم بازوی خلبان هواپیمای لاکهید سی-۱۳۰ هرکولس نیروی هوایی ارتش جمهوری اسلامی ایران۱۸ آوریل ۱۹۶۷، ۲۳ کشته